# Dositej Obradović

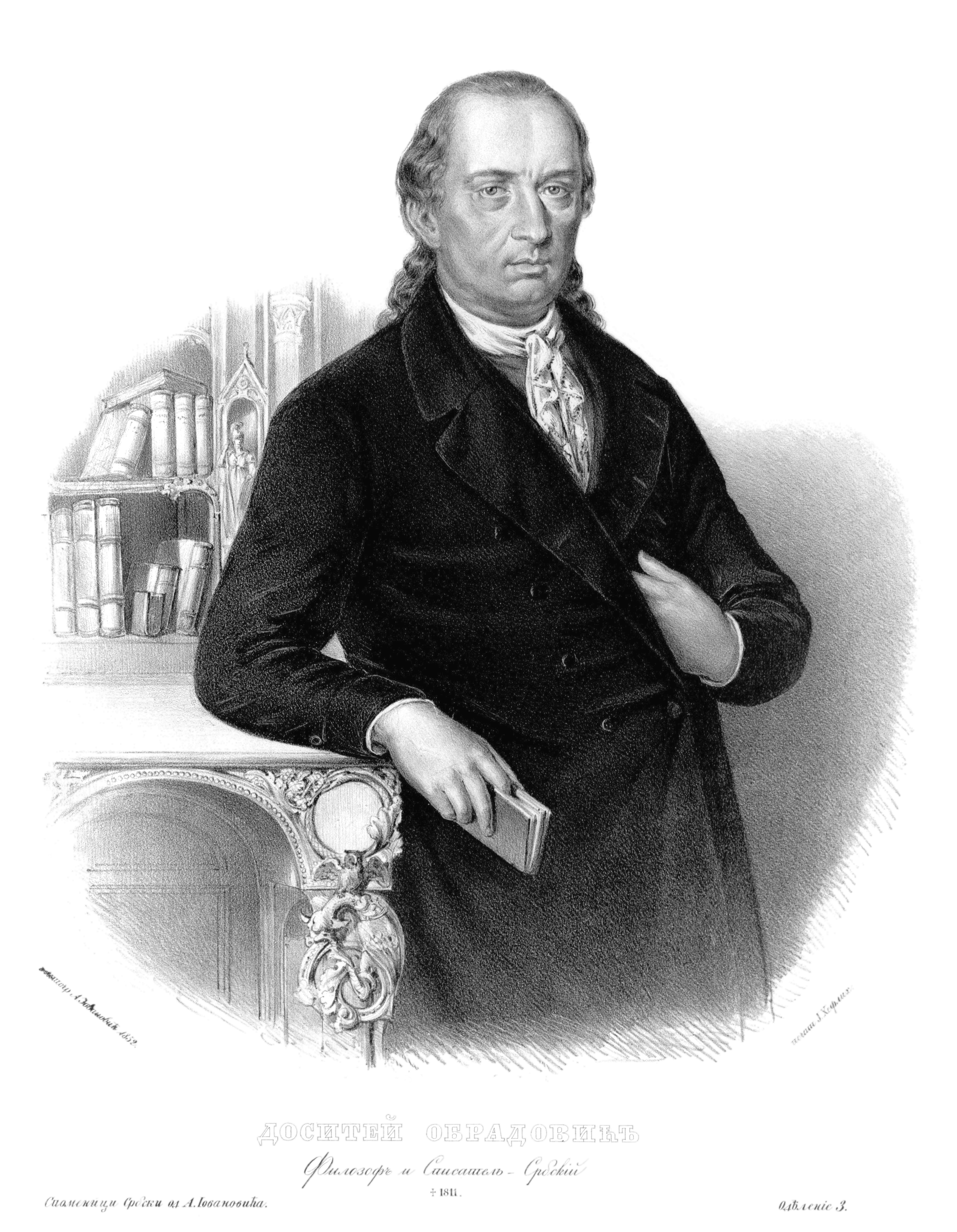
Dositej Obradović

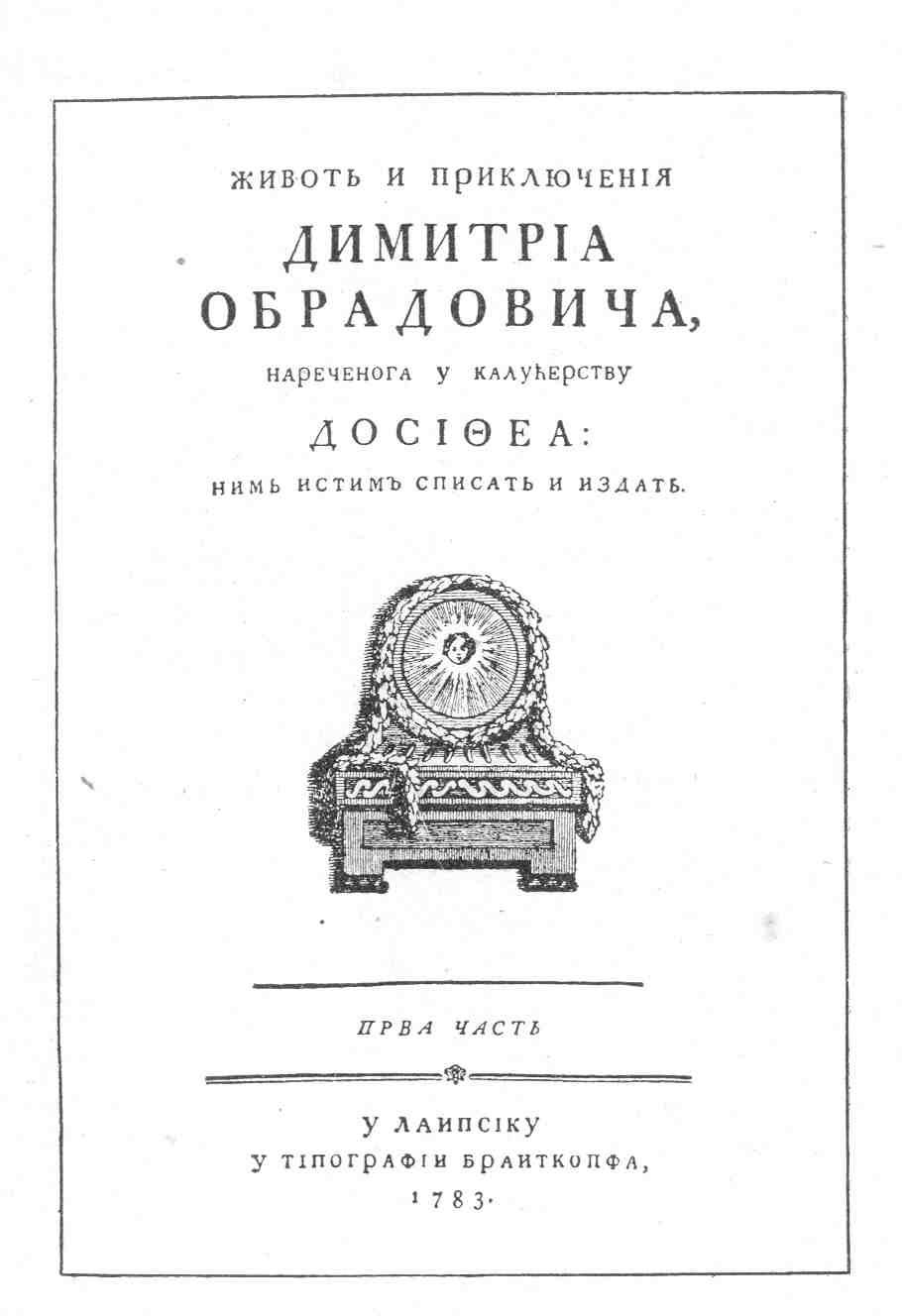
Vida y aventuras de Dimitrije Obradović..., 1783

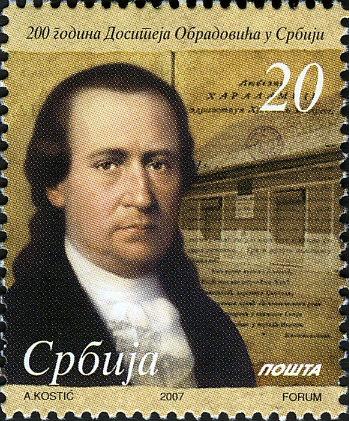
Imagen de Dositej Obradović en un sello serbio

Dimitrije Dositej Obradović, en serbio cirílico Доситеј Обрадовић (Čakovo, Banato, hoy en día en Timiș, Rumanía, 17 de febrero de 1739 - Belgrado, 28 de marzo de 1811) fue un escritor, filósofo, lingüista, traductor, viajero, políglota y primer ministro de Educación de Serbia, protagonista influyente del renacimiento nacional y cultural serbio de la Ilustración; habitualmente es considerado el primer autor moderno que escribió en lengua serbia.

## Biografía
Provenía de una próspera familia de artesanos, pero pronto se quedó huérfano. Apasionado por la lectura, leyó numerosos libros religiosos y vidas de santos en eslavo o rumano (tuvo una educación trilingüe en serbio, eslavo antiguo y rumano y aprendió en el curso de su vida griego clásico, latín, griego moderno, alemán, inglés, francés, ruso, albanés e italiano) y en 1757, aún adolescente, escapó de la casa familiar y se refugió en el monasterio de la Iglesia ortodoxa serbia de Novo Hopovo, en la provincia de Vojvodina (Sirmia), y el 17 de febrero tomó el hábito monacal bajo el nombre Dositej (Dositeo); sin embargo, pronto descubrió que su sed de conocimiento era mucho mayor que su deseo de volverse santo y para encontrar un mundo más amplio en que abundasen las grandes bibliotecas y las buenas escuelas abandonó el monasterio en 1760 y se estableció en Dalmacia en 1761 sin dinero, manteniéndose allí tres años como maestro y descubriendo el placer de enseñar. En ese momento escribió algunas obras de propósito pedagógico. 
Por entonces inició sus grandes viajes. En 1765 visitó la isla griega de Corfú y los cenobios del monte Athos. En 1766 marchó a Esmirna y tomó durante unos meses lecciones del monje Hieroteo Dendrin. Pero en 1768 tuvo que salir de Esmirna a causa de la Guerra ruso-turca y volvió a Dalmacia. En 1769 se trasladó a Viena, donde impartió cursos en italiano; aprendió francés y otras materias y luego las enseñó. En 1779 regresó a Trieste y luego viajó por Italia. En marzo de 1781 se encuentra en Estambul, donde es víctima de una epidemia de peste. En 1782 viaja por Polonia y Silesia y a continuación por Breslau, Leipzig y Halle. En 1783 publica el primer volumen de su autobiografía novelada Vida y aventuras (Život i priključenija, I: 1783, II: 1788), donde, muy influido por Miguel de Cervantes, se ve a sí mismo como una especie de Don Quijote. Por fin renuncia a su hábito monacal e, inspirado por el emperador José II de Austria, se convirtió en un partidario de la Ilustración. Se da cuenta de la utilidad de una "lengua común" que una a todas las personas entre el Danubio y el mar Adriático, y por eso abandonó en sus escritos el uso del eslavo para utilizar la lengua serbia, propiciando las reformas lingüísticas posteriores que implantaría su discípulo Vuk Stefanović Karadžić. En el curso de sus viajes se mantenía trabajando como profesor y preceptor, dedicando su tiempo libre a acumular vastos conocimientos de humanidades y ciencias. Tras su autobiografía publicó un programa educativo (Pismo Haralampiju, 1783), y el libro de consejos morales Sovjeti razuma zdravago ("Consejos de sentido común", 1784) donde defendía la coeducación para niños y niñas. En 1784 pasó un año traduciendo las fábulas de Esopo y estudiando la literatura inglesa, pues por entonces visitó París y Londres.
En 1785 lo encontramos en Hamburgo, Leipzig y Viena, donde permaneció esta vez dos años. Pero seguía siendo un viajero impenitente y en 1787 visitó Rusia y pasó medio año enseñando en una academia militar de Chklov (Bielorrusia); en 1788 se le ve en Berlín y otra vez en Leipzig. En 1789 se trasladó de nuevo a Viena y en 1802 volvió a Trieste. A partir de 1804, es decir, desde el inicio de la Primera insurrección serbia contra los turcos, se puso del lado de los insurgentes y recaudó fondos para ellos escribiendo poemas en loor de Serbia. En 1806 regresó al país y se puso al servicio de sus líderes. Trabajó como diplomático en Rusia y fue además asesor de Karađorđe Petrović y tutor de sus hijos. En Belgrado participó en la fundación de la Escuela Secundaria (velica skola), que se convirtió luego en la Universidad de Belgrado. También será el primer ministro de Educación de Serbia e introdujo en el país el cultivo de la patata para combatir las habituales hambrunas que aquejaban al campesinado. Falleció en Belgrado en 1811 y le sobrevivieron su esposa y dos hijos. Gran viajero, en todo lo que escribió se mostró hijo de la Ilustración, mezclando según la ocasión razón y sensibilidad.

## Obras
- Slovo poučiteljno Gosp. Georg. Joakima Colikofera, Leipzig, 1774.
- Pismo Haralampiju, 1783.
- Život i priključenija D. O., Leipzig, 1783, 1788, autobiografía.
- Sovjeti zdravago razuma, Leipzig, 1784.
- Ezopove i pročih raznih basnotvorcev basne, Leipzig, 1788 (traducción de las Fábulas de Esopo).
- Pesme o izbavleniju Serbije, Beč, 1789.
- Sobranije raznih naravoučitelnih veščej, Pécs, 1793.
- Etika ili filozofija naravnoučitelna po sistemi prof. Soavi, Venecia, 1803. Es una adaptación de la Ética del italiano Francesco Soave.
- Pesma na insurekciju Serbijanov, 1804.
- Mezimac I Budim, 1818.
- Ižica, 1830.
- Pisma Budim, 1829.
- Prvenac Karlštat, 1930.